# پست دانمارک
پست دانمارک (انگلیسی: Post Danmark) شرکت دولتی پست دانمارک است، که در سال ۱۶۲۴ توسط کریستیان چهارم تأسیس شد.